# Simone Horstmann
Simone Horstmann (* 1984 in Dortmund-Lanstrop) ist eine deutsche Autorin, katholische Theologin und wissenschaftliche Mitarbeiterin am Institut für Katholische Theologie der Technischen Universität Dortmund. Ihre Arbeiten befassen sich mit verschiedenen Aspekten des Speziesismus und der (theologischen) Tierethik, u. a. mit der religiösen Gewalt an Tieren.

## Leben
Nach Abschluss ihres Studiums arbeitete sie zunächst als wissenschaftliche Mitarbeiterin und Doktorandin am Lehrstuhl für Moraltheologie bis 2013 an der Ruhr-Universität Bochum. Parallel zu dieser Tätigkeit studierte sie ab 2011 an der Fernuniversität Hagen Philosophie und promovierte im April 2014 zum Dr. phil. an der Technischen Universität Dortmund (summa cum laude). Simone Horstmann lebt aktuell (Stand 11/2024) in Unna.

## Interessens- und Forschungsschwerpunkte
Horstmanns Interessen liegen in der Postanthropozentrische Theologie und der dogmatischen Ausarbeitung einer Tiertheologie sowie der Erstellung begründungstheoretischer Konzepte der Ethik. Weitere Interessen sind ethische und religiöse Bildung sowie Didaktik der (theol.) Ethik und der Systematischen Theologie. Weitere Interessen sind Körperdiskurse (besonders in der Phänomenologie).

## Publikationen (Auswahl)
- 2023: Unwriting Nature – Zur Kritik der ökologischen Gewalt, Transcript Verlag, ISBN 978-3-8376-7119-3
- 2021: Interspezies Lernen – Grundlinien interdisziplinärer Tierschutz- und Tierrechtsbildung, Transcript Verlag, ISBN 978-3837655223
- 2021: Religiöse Gewalt an Tieren – Interdisziplinäre Diagnosen zum Verhältnis von Religion, Speziesismus und Gewalt, Transcript Verlag, ISBN 978-3837653465
- 2020: Was fehlt, wenn uns die Tiere fehlen? : Eine theologische Spurensuche, Verlag Friedrich Pustet, ISBN 978-3-7917-6188-6
- 2018: mit Thomas Ruster, Gregor Taxacher Alles, was atmet : Eine Theologie der Tiere, Verlag Friedrich Pustet, ISBN 978-3-7917-7203-5

## Links
- Literatur von und über Simone Horstmann im Katalog der Deutschen Nationalbibliothek
- Personalauskunft der TU Dortmund
- Website von Simone Horstmann